# Harrietsham
Harrietsham är en ort och civil parish i grevskapet Kent i sydöstra England. Orten ligger i distriktet Maidstone, cirka 11 kilometer sydost om Maidstone. Civil parishen hade 3 443 invånare vid folkräkningen år 2021. Harrietsham nämndes i Domedagsboken (Domesday Book) år 1086, och kallades då Hariardesham.